# Gmina Puconci
Puconci – gmina w Słowenii. W 2002 roku liczyła 6281 mieszkańców.

## Miejscowości
Miejscowości wchodzące w skład gminy Puconci:

- Beznovci,
- Bodonci,
- Bokrači,
- Brezovci,
- Dankovci,
- Dolina,
- Gorica,
- Kuštanovci,
- Lemerje,
- Mačkovci,
- Moščanci,
- Otovci,
- Pečarovci,
- Poznanovci,
- Predanovci,
- Prosečka vas,
- Puconci – siedziba gminy,
- Puževci,
- Strukovci,
- Šalamenci,
- Vadarci,
- Vaneča,
- Zenkovci.